# Hybomitra
Hybomitra (лат.) — род слепней подсемейства Tabaninae.

## Внешнее строение
Длина тела имаго от 10 до 20 мм. Глаза обычно опушенные с 2—3 (самцы) или 3—4 (самки) светлым поперечными полосками. Полосы у самцов расположены в нижней части глаз. Волоски у самцов длиннее чем у самок. На темени имеется блестящий глазковый бугорок. У самцов частично покрыт налётом. На нём видны остатки одного или нескольких рудиментарных простых глазков. Верхние омматидии самцов часто увеличены. Брюшко с разнообразным рисунком. Тергиты с оранжевыми или коричневыми боковыми пятнами и полосами по заднему краю и часто с срединной чёрной полосой. Редко брюшко полностью чёрное.
Личинки желтовато-коричневые, красновато-коричневые, буровато-зелёные или зеленые. Длина тела у личинок старших возрастов длиной более до 22 мм. Вершина верхних челюстей с 7—9 зубчиками. На спинной стороне имеются тёмные пятна, располагающиеся в два ряда. На сегментах брюшка (кроме последнего) четыре пары псевдоподий. Окраска брюшка куколки светлее головогруди.

## Биология
Слепни этого рода приурочены к лесостепной, таёжной и тундровой зонам, редко встречаются в степях и полупустынях. Образ жизни личинок разнообразен. Личинки большинства видов обитают в полуводной среде. Отдельные виды обитают на мелководье или толще воды среди погружённых в воду растений. Некоторые виды развиваются в почве. Продолжительность развития на личиночной стадии может составлять до трёх лет. Куколки развиваются обычно 12—18 суток.
Самки всех видов активные кровососы, нападают преимущественно на копытных, а также на человека. При питании на грызунах могут представлять опасность как переносчики патогенных для человека заболеваний. Экспериментально установлена способность передавать туляремию и сибирскую язву. Самки осуществляют яйцекладку на листья и стебли растений на участках залитых водой или сильно переувлажнённых. Яйцекладка может состоять из 1000 яиц, собранных в пирамидки. Окраска яиц от белой или серой до чёрной, иногда лаково-блестящие. Развитие яиц продолжается до 25 суток. Автогенное развитие яиц первого гонотрофического цикла отмечено только у Hybomitra lurida, Hybomitra kauri, Hybomitra tarandina, Hybomitra montana.

## Классификация и распространение
Представители рода встречаются в Неарктической, Палеарктической, Ориентальной и Афротропической областях. В Палеарктике обнаружены почти 2/3 видов рода. В Афротропике отмечено 14 видов, но их систематическое положение остается неясным. Некоторые систематики предполагают, что эти виды относятся скорее всего к роду Tabanus. Некоторые африканские представители рода Therioplectes, предположительно, могут быть отнесены к Hybomitra. В мировой фауне около 150 видов, в том числе:
- Hybomitra acuminata (Loew, 1858)
- Hybomitra aequetincta (Becker, 1900)
- Hybomitra akiyamai Murdoch & Takahasi 1969
- Hybomitra alegrei Travassos Santos Dias, 1984
- Hybomitra altaica (Olsufjev, 1936)
- Hybomitra arpadi (Szilády, 1923)
- Hybomitra astur (Erichson, 1851)
- Hybomitra astuta (Osten Sacken, 1876)
- Hybomitra aterrima (Meigen, 1820)
- Hybomitra auripila (Meigen, 1820)
- Hybomitra bimaculata (Macquart, 1826)
- Hybomitra borealis (Fabricius, 1781)
- Hybomitra bouvieri Philip, 1979
- Hybomitra burgeri Kapoor, Grewal and Sharma, 1991
- Hybomitra castaneocallosa Olsufjev, 1967
- Hybomitra caucasi (Szilády, 1923)
- Hybomitra caucasica Enderlein, 1925
- Hybomitra ciureai Seguy, 1937
- Hybomitra decora (Loew, 1858)
- Hybomitra distinguenda (Verrall, 1909)
- Hybomitra enigmatica Teskey, 1982
- Hybomitra epistates (Osten Sacken, 1878)
- Hybomitra expollicata (Pandelle, 1883)
- Hybomitra formosovi Olsufjev, 1967
- Hybomitra frontalis (Walker, 1848
- Hybomitra frosti Pechuman, 1960
- Hybomitra fujianensis Wang, 1987
- Hybomitra hearlei Philip, 1936
- Hybomitra hinei (Johnson, 1904)
- Hybomitra hirta ((Walker, 1850)
- Hybomitra hunnorum (Szilády, 1923)
- Hybomitra illota (Osten Sacken, 1876)
- Hybomitra itasca Philip, 1936
- Hybomitra himalayana (Enderlein, 1925)
- Hybomitra kalatopensis Kapoor, Grewal and Sharma, 1991
- Hybomitra kansuensis Olsufjev, 1967
- Hybomitra kashgarica Olsufjev, 1970
- Hybomitra kaurii Chvála & Lyneborg, 1970
- Hybomitra khazziarensis Kapoor, Grewal and Sharma, 1991
- Hybomitra kozlovi Olsufjev, 1967
- Hybomitra lanifera (McDunnough, 1922)
- Hybomitra lamades Philip, 1961
- Hybomitra tatarica  (Portschinsky, 1887)
- Hybomitra lasiophthalma (Macquart, 1838)
- Hybomitra liorhina Philip, 1936
- Hybomitra longiglossa Philip, 1931
- Hybomitra longipalpis Kröber, 1923
- Hybomitra lundbecki Lyneborg, 1959
- Hybomitra lurida (Fallén, 1817)
- Hybomitra medeirosi Travassos Santos Dias, 1989
- Hybomitra media Kröber, 1928
- Hybomitra melanorhina (Bigot, 1892)
- Hybomitra mendesi Travassos Santos Dias, 1989
- Hybomitra micans (Meigen, 1804)
- Hybomitra microcephala (Osten Sacken, 1876)
- Hybomitra minuscula (Hine, 1907)
- Hybomitra montana (Meigen, 1820)
- Hybomitra morgani (Surcouf, 1912)
- Hybomitra muehlfeldi (Brauer, 1880)
- Hybomitra nigricornis (Zetterstedt, 1842)
- Hybomitra nitidifrons (Szilády, 1914)
- Hybomitra olsufjeviana Moucha & Chvala, 1959
- Hybomitra opaca (Coquillett, 1904)
- Hybomitra osburni (Hine, 1904)
- Hybomitra pavlovskii (Olsufjev, 1936)
- Hybomitra pechumani Teskey and Thomas, 1979
- Hybomitra peculiaris (Szilády, 1914)
- Hybomitra pediontis McAlpine, 1961
- Hybomitra pilosa (Loew, 1858)
- Hybomitra polaris (Frey 1915)
- Hybomitra popovi (Olsufjev, 1937)
- Hybomitra portucalensis Travassos Santos Dias, 1985
- Hybomitra potanini Olsufjev, 1967
- Hybomitra procyon (Osten Sacken, 1877)
- Hybomitra przewalskii Olsufjev, 1967
- Hybomitra rhombica (Osten Sacken, 1876)
- Hybomitra rupestris (McDunnough, 1921)
- Hybomitra sareptana (Szilády, 1914)
- Hybomitra semipollinosa (Olsufjev, 1937)
- Hybomitra sexfasciata (Hine, 1923)
- Hybomitra shevtshenkoi Olsufjev, 1952
- Hybomitra shnitnikovi (Olsufjev, 1937)
- Hybomitra sodalis (Williston, 1887)
- Hybomitra sogdiana (Olsufjev, 1952)
- Hybomitra solstitialis (Meigen, 1820)
- Hybomitra sonomensis (Osten Sacken, 1877)
- Hybomitra stenopselapha (Olsufjev, 1937)
- Hybomitra stigmoptera (Olsufjev, 1937)
- Hybomitra subcallosa  (Ricardo, 1911)
- Hybomitra szechwanensis Olsufjev, 1967
- Hybomitra tamujosoi Schacht & Portillo, 1982
- Hybomitra tarandina (Linnaeus, 1758)
- Hybomitra tarandinoides (Olsufjev, 1936)
- Hybomitra tetrica (Marten, 1883)
- Hybomitra trepida (McDunnough, 1921)
- Hybomitra tropica (Linnaeus, 1758)
- Hybomitra tschuensis Olsufjev 1962
- Hybomitra turanica (Olsufjev, 1937)
- Hybomitra typhus (Whitney, 1904)
- Hybomitra ukrainica Olsufjev, 1952
- Hybomitra ussuriensis (Olsufjev, 1937)
- Hybomitra valenciae Leclercq, 1957
- Hybomitra vittata (Fabricius, 1794)
- Hybomitra wyvillei (Ricardo, 1911)
- Hybomitra zaballosi Portillo, 1991
- Hybomitra zonalis (Kirby, 1837)
- Hybomitra zygota Philip, 1937

## Кариотип
В хромосомном наборе от 5 до 9 пар хромосом.